# Lennar
Lennar Corporation (NYSE: LEN) er en amerikansk boligbyggevirksomhed, der er baseret i Miami, Florida. De bygger årligt 66.000 boliger og omsætter for 32 mia. USD. I alt er der 12.000 ansatte.
Virksomheden begyndte som F&R Builders, et selskab der blev etableret i 1954 af Gene Fisher og ejendomsudvikler Arnold P. Rosen. I 1956 indgik Leonard Miller i et partnerskab med virksomheden.